# Танштайн
Танштайн (нім. Thanstein) — громада в Німеччині, розташована в землі Баварія. Підпорядковується адміністративному округу Верхній Пфальц. Входить до складу району Швандорф. Складова частина об'єднання громад Нойнбург-форм-Вальд.
Площа — 27,85 км2. Населення становить 958 ос. (станом на 31 грудня 2020).

## Галерея

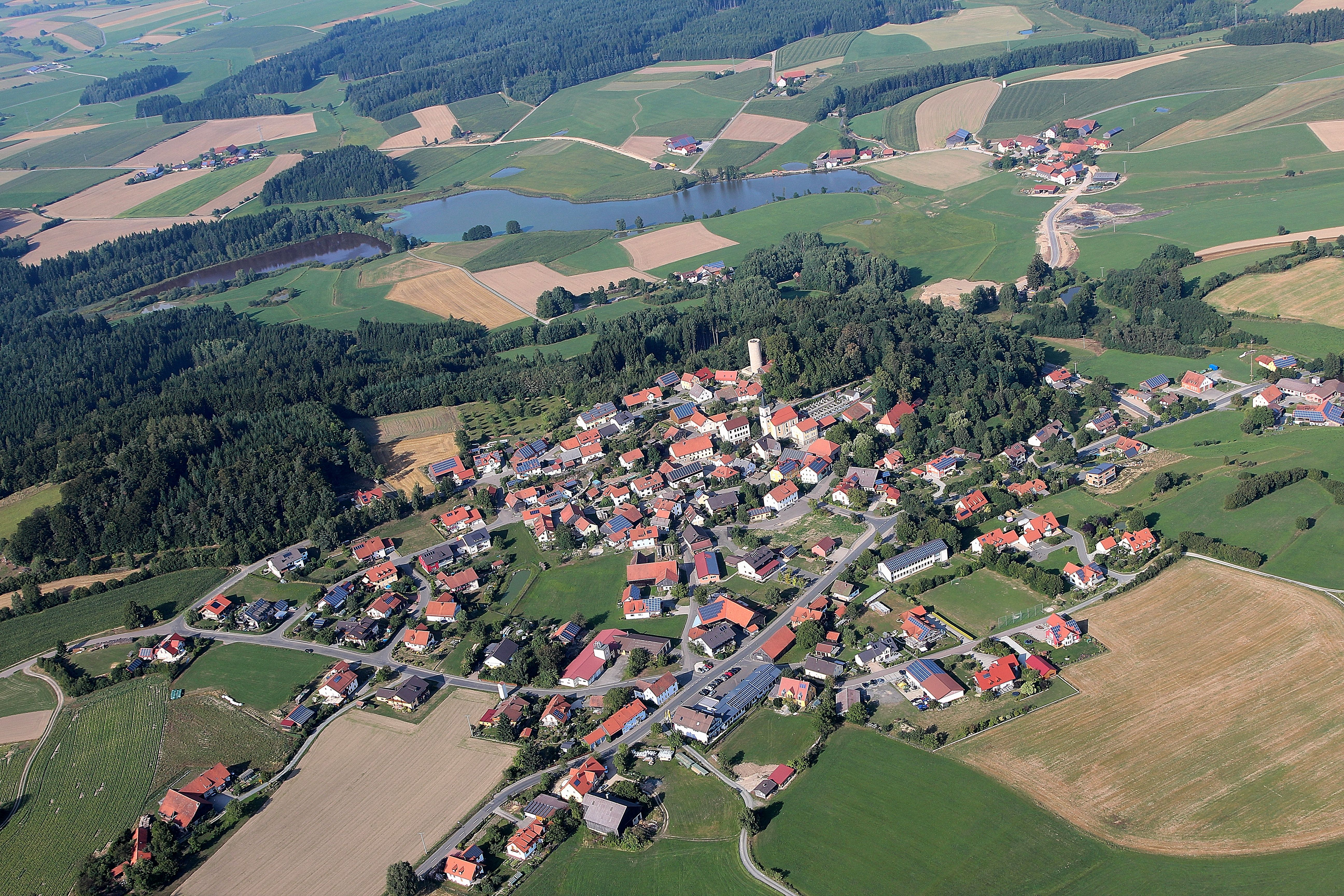